# South Halsted Street Lift-Bridge

Stahlstich der South Halsted Street Lift-Bridge in Chicago um 1900

Die South Halsted Street Lift-Bridge war eine Hubbrücke über den Chicago River in Chicago im US-Bundesstaat Illinois. Sie wurde 1894 in Betrieb genommen, 1932 abgebaut und im Jahr 1934 durch eine Klappbrücke, die Halsted Street South Branch Bridge ersetzt.

## Geschichte

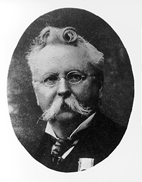
J. A. L. Waddell 1854–1938

Im Jahr 1892 wurde ein Wettbewerb für eine Brücke in Duluth im US-Bundesstaat Minnesota ausgeschrieben, den der Brückenbau-Ingenieur John Alexander Low Waddell gewann. Seine Ausarbeitung sah den Bau einer damals neuartigen Hubbrücke vor. Durch den Einspruch des US-Kriegsministeriums wurde dieser Entwurf jedoch nicht in Duluth, sondern wenige Monate später in leicht veränderter Weise in Chicago umgesetzt. In Duluth wurde anstelle der Hubbrücke die Aerial Lift Bridge erbaut.

## Konstruktion
Die Stahlbrücke führte die Halsted Street auf einem Fachwerkträger von 40 Metern Spannweite über den Südarm des Chicago River, der Fachwerkträger konnte mit Hilfe von Gegengewichten, die an Stahlseilen über Türme geführt wurden, um 47 Meter angehoben werden.